# Benson & Hedges World Series 1991/92
Die Benson & Hedges World Series 1991/92 war ein Drei-Nationen-Turnier, das vom 6. Dezember 1991 bis zum 20. Januar 1992 in Australien im One-Day Cricket ausgetragen wurde. Bei dem zur internationalen Cricket-Saison 1991/92 gehörenden Turnier nahmen neben dem Gastgeber die Mannschaften aus Indien und den West Indies teil. Im Finale konnte sich Australien mit zwei Siegen gegen Indien durchsetzen.

## Vorgeschichte
Das Turnier fand neben der parallel verlaufenden Test-Serie Indiens in Australien statt. Die West Indies bestritten zuvor eine siegreiche ODI-Serie in Pakistan. Das Turnier war für alle drei Mannschaften die direkte Vorbereitung auf den Cricket World Cup 1992 in Australien und Neuseeland.

## Format
In einer Vorrunde spielte jede Mannschaft gegen jede vier Mal. Für einen Sieg gab es zwei, für ein Unentschieden oder No Result einen Punkt. Die beiden Gruppenersten qualifizierten sich für das Finale und spielten dort um den Turniersieg in einer Best-of-Three-Serie.

## Stadien
Die folgenden Stadien wurden für das Turnier ausgewählt.
| Stadion                  | Stadt     | Kapazität | Spiele                        |
| ------------------------ | --------- | --------- | ----------------------------- |
| Adelaide Oval            | Adelaide  | 53.583    | 5. & 6. Spiel                 |
| The Gabba                | Brisbane  | 42.000    | 9. & 10. Spiel                |
| Bellerive Oval           | Hobart    | 20.000    | 3. Spiel                      |
| Melbourne Cricket Ground | Melbourne | 100.024   | 4., 8. & 12. Spiel; 1. Finale |
| WACA Ground              | Perth     | 20.000    | 1. & 2. Spiel                 |
| Sydney Cricket Ground    | Sydney    | 48.000    | 7. & 11. Spiel; 2. Finale     |

## Spiele

### Vorrunde
Tabelle
| Teams       | Sp. | S | N | U | R | NR | Punkte | NRR    |
| ----------- | --- | - | - | - | - | -- | ------ | ------ |
| Australien  | 8   | 5 | 2 | 0 | 0 | 1  | 11     | +0.069 |
| Indien      | 8   | 3 | 4 | 1 | 0 | 0  | 7      | +0.108 |
| West Indies | 8   | 2 | 4 | 1 | 0 | 1  | 6      | −0.187 |

Sieg: 2 Punkte; Remis: 1 Punkte
Spiele
| 6. Dezember Scorecard | Perth | Indien 126 (47.4) | – | West Indies 126 (41) |
|                       |       | Unentschieden     |   |                      |

| 8. Dezember Scorecard | Perth | Indien 208-7 (50)           | – | Australien 101-37.5 (37.5) |
|                       |       | Indien gewinnt mit 107 Runs |   |                            |

| 10. Dezember Scorecard | Hobart | Indien 175-8 (50)                | – | Australien 176-2 (48.3) |
|                        |        | Australien gewinnt mit 8 Wickets |   |                         |

| 12. Dezember Scorecard | Melbourne | Australien 173-9 (50)         | – | West Indies 164 (49.1) |
|                        |           | Australien gewinnt mit 9 Runs |   |                        |

| 14. Dezember Scorecard | Adelaide | Indien 262-4 (50)          | – | West Indies 252 (50) |
|                        |          | Indien gewinnt mit 10 Runs |   |                      |

| 15. Dezember Scorecard | Adelaide | Indien 157 (48.4)                | – | Australien 158-4 (40.5) |
|                        |          | Australien gewinnt mit 6 Wickets |   |                         |

| 18. Dezember Scorecard | Sydney | Australien 234-6 (50)          | – | West Indies 183 (46.5) |
|                        |        | Australien gewinnt mit 51 Runs |   |                        |

| 9. Januar Scorecard | Melbourne | West Indies 160-7 (47/47) | – | Australien |
|                     |           | No Result                 |   |            |

| 11. Januar Scorecard | Brisbane | Indien 191 (48.3)                 | – | West Indies 192-4 (48.3) |
|                      |          | West Indies gewinnt mit 6 Wickets |   |                          |

| 12. Januar Scorecard | Brisbane | West Indies 215 (49.3)          | – | Australien 203 (49) |
|                      |          | West Indies gewinnt mit 12 Runs |   |                     |

| 14. Januar Scorecard | Sydney | Indien 175 (49.4)                | – | Australien 177-1 (39.2) |
|                      |        | Australien gewinnt mit 9 Wickets |   |                         |

| 16. Januar Scorecard | Melbourne | West Indies 175-8 (50)       | – | Indien 176-5 (46.4) |
|                      |           | Indien gewinnt mit 5 Wickets |   |                     |

### Finale
| 18. Januar Scorecard | Melbourne | Australien 233-5 (50)          | – | Indien 145 (42) |
|                      |           | Australien gewinnt mit 88 Runs |   |                 |

| 20. Januar Scorecard | Sydney | Australien 208-9 (50)         | – | Indien 202-7 (50) |
|                      |        | Australien gewinnt mit 6 Runs |   |                   |